# 일본 문화훈장 수장자 목록
이 문서는 일본의 문화훈장 수장자 목록에 관한 내용이다.

## 개요
2023년 11월 3일 기준으로, 문화훈장을 받은 사람은 447명이다. 그 주요 내역은 아래와 같다.
- 생몰 : 생존자 443명, 사후 추서 4명
- 국적 : 일본인 440명, 외국인 7명(모두 미국인)
- 성별 : 남성 419명, 여성 28명
- 분야 : 학술 부문 241명(이 중 여성 5명), 예술 부문 196명(이 중 여성 21명), 공헌 부문 6명(이 중 여성 1명), 특례자 3명

수상자 중 1명은 훗날 문화훈장을 반납했다. 또 이것과는 별도로 수상 통보를 받았음에도 불구하고 여러 개인적인 이유로 수상을 거부한 사람은 3명이며, 문화훈장 존재 자체를 ‘민주주의에 우수한 권위와 가치관을 인정하지 않는다’고 부정하여 수상을 거부한 사람이 1명 있다.
각각의 상세한 것에 대해서는 아래 내용을 참조.

## 연도별 수장자 명단
이하 목록 가운데 게재된 것은 모두 발령 순서에 의거한다. 이름을 세습한 이력이 있는 사람은 수상 시의 명적을 게재했다. 수상자 이름 뒤에는 수상 이유로 평가된 분야를 괄호 안에 덧붙였다.
또한 참고로서 수상 사퇴 또는 거부한 사람도 함께 추가했다.

### 쇼와 시대
| 날짜                                           | 수장자 |
| ---------------------------------------------- | --- |
| 1937년(쇼와 12년) 4월 28일 발령                | - 나가오카 한타로(물리학) - 혼다 고타로(금속물리학) - 기무라 히사시(지구물리학) - 사사키 노부쓰나(와카·와카사) - 고다 로한(소설) - 오카다 사부로스케(서양화) - 후지시마 다케지(서양화) - 다케우치 세이호(일본화) - 요코야마 다이칸(일본화) |
| 1938년(쇼와 13년)                              | (수장자 없음) |
| 1939년(쇼와 14년)                              | (수장자 없음) |
| 1940년(쇼와 15년) 11월 10일 발령               | - 다카기 데이지(수학) - 니시다 기타로(철학) - 가와이 교쿠도(일본화) - 사사키 다카오키(생화학·병리학) |
| 1941년(쇼와 16년)                              | (수장자 없음) |
| 1942년(쇼와 17년)                              | (수장자 없음) |
| 1943년(쇼와 18년) 4월 29일 발령                | - 이토 주타(건축학) - 스즈키 우메타로(농예화학) - 아사히나 야스히코(약학·식물화학) - 유카와 히데키(원자물리학) - 도쿠토미 소호(역사·정치 평론) → 1946년(쇼와 21년) 반납 - 미야케 세쓰레이(사회 평론) - 와다 에이사쿠(서양화)               |
| 1944년(쇼와 19년) 4월 29일 발령                | - 다나카다테 아이키쓰(지구물리학·항공학) - 오카베 긴지로(전기공학) - 시가 기요시(세균학) - 이나다 료키치(세균학) - 가노 나오키(중국문학) - 다카쿠스 준지로(인도철학)                                                                       |
| 1945년(쇼와 20년)                              | (수장자 없음) |
| 1946년(쇼와 21년) 2월 11일 발령                | - 나카다 가오루(법제사·일본법제사) - 미야베 긴고(식물학) - 다와라 구니이치(금속학) - 니시나 요시오(원자물리학) - 초세 우메와카 만자부로(노가쿠) - 이와나미 시게오(출판)                                                                    |
| 1947년(쇼와 22년)                              | (수장자 없음) |
| 1948년(쇼와 23년) 11월 2일 발령·궁중 전달식    | - 기하라 히토시(유전학) - 하세가와 뇨제칸(평론) - 야스다 유키히코(일본화) - 아사쿠라 후미오(조소) - 우에무라 쇼엔(일본화) |
| 1949년(쇼와 24년) 11월 3일 발령·궁중 전달식    | - 6대 오노에 기쿠고로(가부키, 사후 추서) - 쓰다 소키치(동양철학·일본 고대사) - 스즈키 다이세쓰(불교학) - 미우라 긴노스케(내과학) - 오카다 다케마쓰(기상학) - 마지마 도시유키(화학) - 다니자키 준이치로(소설) - 시가 나오야(소설)           |
| 1950년(쇼와 25년) 11월 3일 발령·궁중 전달식    | - 마키노 에이이치(형법·법리학) - 다나베 하지메(철학) - 후지이 겐지로(식물학) - 미시마 도쿠시치(금속학) - 고바야시 고케이(일본화) - 도이 반스이(시) - 마사무네 하쿠초(소설)                                                                 |
| 1951년(쇼와 26년) 11월 3일 발령·궁중 전달식    | - 야나기타 구니오(민속학) - 미쓰다 겐스케(의학, 한센병 관련 연구) - 니시카와 쇼지(원자물리학) - 기쿠치 세이시(원자물리학) - 사이토 모키치(와카 작가, 탄카) - 무샤노코지 사네아쓰(소설) - 초대 나카무라 기치에몬(가부키)                    |
| 1952년(쇼와 27년) 11월 3일 발령·궁중 전달식    | - 우메하라 류자부로(서양화) - 구마가이 다이조(의학, 결핵 관련 연구) - 사사키 소이치(헌법학·행정학) - 쓰지 젠노스케(일본사·불교학) - 도모나가 신이치로(원자물리학) - 나가이 가후(소설) - 야스이 소타로(서양화)                              |
| 1953년(쇼와 28년) 11월 3일 발령·궁중 전달식    | - 이타야 하잔(도예) - 우이 하쿠주(인도철학) - 가토리 호쓰마(주금 공예) - 14세 기타 롯페이타(요쿄쿠) - 하네다 도루(동양사) - 야베 히사카쓰(지질학·고생물학)                                                                                 |
| 1954년(쇼와 29년) 11월 3일 발령·궁중 전달식    | - 가쓰누마 세이조(혈액학) - 가부라키 기요카타(일본화) - 긴다이치 교스케(언어학) - 다카하마 교시(하이쿠) - 하기하라 유스케(천문학) |
| 1955년(쇼와 30년) 11월 3일 발령·궁중 전달식    | - 오타니 다케지로(연극 사업) - 2대 기네야 조칸(나가우타) - 히라누마 료조(체육) - 후타키 겐조(전염병학) - 마에다 세이손(일본화) - 마스모토 하카루(금속학) - 와쓰지 데쓰로(윤리학) 사퇴 - 가와이 간지로(도예)                                |
| 1956년(쇼와 31년) 11월 3일 발령·궁중 전달식    | - 안도 히로타로(농학) - 사카모토 한지로(서양화) - 신무라 이즈루(언어학·국어학) - 후루하타 다네모토(법의학) - 무라카미 다케지로(금속학) - 야기 히데쓰구(전기공학) - 야마다 고사쿠(작곡)                                                     |
| 1957년(쇼와 32년) 11월 3일 발령·궁중 전달식    | - 마키노 도미타로(식물학, 사후 추서) - 오가타 도모자부로(병리학) - 구보타 만타로(소설) - 고다이라 구니히코(수학) - 니시야마 스이쇼(일본화) - 야마다 요시오(국어학) - 4대 요시즈미 고사부로(나가우타)                                       |
| 1958년(쇼와 33년) 11월 3일 발령·궁중 전달식    | - 기타무라 세이보(조소) - 곤도 헤이자부로(약학·약화학) - 노조에 데쓰오(유기화학) - 마쓰바야시 게이게쓰(일본화) |
| 1959년(쇼와 34년) 11월 3일 발령·궁중 전달식    | - 가와바타 류시(일본화) - 고이즈미 신조(경제학) - 니와 야스지로(전기공학) - 사토미 돈(소설) - 요시다 도미조(병리학) |
| 1960년(쇼와 35년) 11월 3일 발령·궁중 전달식    | - 오카 기요시(수학) - 사토 하루오(소설·시) - 다나카 고타로(상법·법철학) - 요시카와 에이지(소설) |
| 1961년(쇼와 36년) 11월 3일 발령·궁중 전달식    | - 가와바타 야스나리(소설) - 스즈키 도라오(중국문학·한시·와카) - 도미모토 겐키치(도예) - 도모토 인쇼(일본화) - 후쿠다 헤이하치로(일본화) - 미즈시마 산이치로(화학)                                                                          |
| 1962년(쇼와 37년) 11월 3일 발령·궁중 전달식    | - 우메자와 하마오(미생물학) - 오쿠무라 도규(일본화) - 구와다 요시나리(식물세포학) - 나카무라 가쿠료(일본화) - 히라쿠시 덴추(목조) |
| 1963년(쇼와 38년) 11월 3일 발령·궁중 전달식    | - 구노 야스(생리학) - 고가 잇사쿠(전기공학) |
| 1964년(쇼와 39년) 11월 3일 발령·궁중 전달식    | - 가야 세이지(물리학) - 오사라기 지로(소설) - 야부타 데이지로(농예화학) - 요시다 이소야(건축) - 와가쓰마 사카에(민법) |
| 1965년(쇼와 40년) 11월 3일 발령·궁중 전달식    | - 아카호리 시로(생물유기학) - 고이토 겐타로(서양화) - 모로하시 데쓰지(한문학) - 야마구치 호슌(일본화) - 야마모토 유조(소설) |
| 1966년(쇼와 41년) 11월 3일 발령·궁중 전달식    | - 이부세 마스지(소설) - 도쿠오카 신센(일본화) - 닛타 이사무(결정화학) |
| 1967년(쇼와 42년) 11월 3일 발령·궁중 전달식    | - 고바야시 히데오(문예 평론) - 사카구치 긴이치로(미생물학·효소학) - 하야시 다케시(서양화) - 무라노 도고(건축) - 야마가타 마사오(조선공학)                                                                                                  |
| 1968년(쇼와 43년) 11월 3일 발령·궁중 전달식    | - 가타야마 난푸(일본화) - 구로카와 도시오(내과학) - 스즈키 마사쓰구(토목공학) - 하마다 쇼지(도예) 사퇴 - 구마가이 모리카즈(서양화) |
| 1969년(쇼와 44년) 10월 31일 발령·관저에서 수교 | - 닐 암스트롱(아폴로 11호 우주비행사, 미국인) - 마이클 콜린스(아폴로 11호 우주비행사, 미국인) - 버즈 올드린(아폴로 11호 우주비행사, 미국인)                                                                                                |
| 1969년(쇼와 44년) 11월 3일 발령·궁중 전달식    | - 시시 분로쿠(소설) - 오치아이 에이지(약화학) - 쇼다 겐지로(수학) - 히가시야마 가이이(일본화) |
| 1970년(쇼와 45년) 11월 3일 발령·궁중 전달식    | - 오키나카 시게오(내과학·신경학) - 무나카타 시코(판화) |
| 1971년(쇼와 46년) 11월 3일 발령·궁중 전달식    | - 아카기 마사오(사방계획학) - 아라카와 도요조(도예) - 노가미 야에코(소설) - 야스이 다쿠마(근대경제학) |
| 1972년(쇼와 47년) 11월 3일 발령·궁중 전달식    | - 우치다 요시카즈(건축학·방재공학) - 오노 세이이치로(형사법학) - 오카 시카노스케(서양화) - 하야이시 오사무(생화학) |
| 1973년(쇼와 48년) 11월 3일 발령·궁중 전달식    | - 이시하라 겐(종교사) - 가쓰키 야스지(생리학) - 구보 료고(통계역학) - 세토 쇼지(전기공학) - 다니구치 요시로(건축) |
| 1974년(쇼와 49년) 11월 3일 발령·궁중 전달식    | - 이시자카 기미시게(면역학) - 에사키 레오나(전자공학, 노벨상 수상자) - 스기야마 야스시(일본화) - 나가타 다케시(지구물리학) - 하시모토 메이지(일본화)                                                                                       |
| 1975년(쇼와 50년) 11월 3일 발령·궁중 전달식    | - 에바시 세쓰로(약리학) - 고야마 게이조(서양화) - 다사키 히로스케(서양화) - 나카가와 가즈마사(서양화) - 히로나카 헤이스케(수학) |
| 1976년(쇼와 51년) 11월 3일 발령·궁중 전달식    | - 이노우에 야스시(소설) - 오노 짓쿄(일본화) - 기무라 모토(유전학) - 마쓰다 곤로쿠(칠예) - 모리시마 미치오(이론경제학) |
| 1977년(쇼와 52년) 11월 3일 발령·궁중 전달식    | - 사쿠라다 이치로(응용화학·고분자화학) - 다미야 히로시(세포생리화학) - 나카무라 하지메(인도철학) - 니와 후미오(소설) - 야마모토 규진(일본화)                                                                                               |
| 1978년(쇼와 53년) 11월 3일 발령·궁중 전달식    | - 오자키 가즈오(소설) - 구스베 야이치(도예) - 스기무라 다카시(암생리학) - 다나카 미치타로(철학·서양고전학) - 난부 요이치로(이론물리학, 미국인)                                                                                             |
| 1979년(쇼와 54년) 11월 3일 발령·궁중 전달식    | - 이마니시 긴지(영장류학) - 6대 나카무라 우타에몬(가부키) - 사와다 세이코(목조) - 다카하시 세이이치로(경제사학) - 호리구치 다이가쿠(시·번역)                                                                                               |
| 1980년(쇼와 55년) 11월 3일 발령·궁중 전달식    | - 오구라 유키(일본화) - 고타니 마사오(분자생리학·생물물리학) - 단게 겐조(건축) - 도바타 세이이치(농업경제학) - 17대 나카무라 간자부로(가부키)                                                                                              |
| 1981년(쇼와 56년) 11월 3일 발령·궁중 전달식    | - 다카야나기 겐지로(전자공학·텔레비전 공학) - 나가이 다쓰오(소설) - 마쓰모토 하쿠오(가부키) - 야마구치 가요(일본화) - 요코타 기사부로(국제법학) - 후쿠이 겐이치(공업화학, 노벨상 수상자)                                                   |
| 1982년(쇼와 57년) 11월 3일 발령·궁중 전달식    | - 사카모토 다로(일본사학) - 다카야마 다쓰오(일본화) - 쓰다 교스케(약학·유기화학) - 6대 후지마 간주로(무용·방무) - 요시키 마사오(선박공학)                                                                                                  |
| 1983년(쇼와 58년) 11월 3일 발령·궁중 전달식    | - 야마모토 겐키치(문예평론) - 우시지마 노리유키(서양화) - 고이소 료헤이(서양화) - 핫토리 시로(언어학) - 무토 기요시(건축구조학) |
| 1984년(쇼와 59년) 11월 3일 발령·궁중 전달식    | - 우에무라 쇼코(일본화) - 오쿠다 겐소(일본화) - 가이즈카 시게키(동양사학) - 다카하시 신지(방사선의학) - 도네가와 스스무(분자생물학) |
| 1985년(쇼와 60년) 11월 3일 발령·궁중 전달식    | - 엔치 후미코(소설) - 구로사와 아키라(영화) - 사가라 모리오(독일어학·독일문학) - 니시카와 야스시(서예) - 와다치 기요오(지구물리학) |
| 1986년(쇼와 61년) 11월 3일 발령·궁중 전달식    | - 오기스 다카노리(서양화, 사후 추서) - 오카 요시타케(정치사) - 쓰치야 분메이(탄카) - 나토리 레이지(생리학) - 하야시 주시로(우주물리학) |
| 1987년(쇼와 62년) 11월 3일 발령·궁중 전달식    | - 이케다 요손(일본화) - 오카다 요시오(세포유전학) - 구사노 신페이(시) - 구와바라 다케오(프랑스문학·평론) - 2대 오노에 쇼로쿠(가부키) |
| 1988년(쇼와 63년) 11월 3일 발령·궁중 전달식    | - 이마이 이사오(유체역학) - 엔쓰바 가쓰조(조각) - 가와모리 요시조(번역·평론) - 스에나가 마사오(고고학) - 니시즈카 야스토미(생화학) |

### 헤이세이 시대
| 날짜                                            | 수장자 |
| ----------------------------------------------- | --- |
| 1989년(헤이세이 원년) 11월 3일 발령·궁중 전달식 | - 가타오카 다마코(일본화) - 스즈키 다케오(상법학) - 도미나가 나오키(조각) - 니시자와 준이치(전자공학) - 요시이 준지(서양화) |
| 1990년(헤이세이 2년) 11월 3일 발령·궁중 전달식  | - 이시이 료스케(일본법제사) - 이치코 데이지(일본문학) - 4대 이노우에 야치요(무용·방무) - 가네코 오테이(서예) - 나가쿠라 사부로(물리화학) |
| 1991년(헤이세이 3년) 11월 3일 발령·궁중 전달식  | - 이노세 히로시(전자공학) - 에가미 나미오(아시아 고고학) - 하스다 슈고로(주금 공예) - 후쿠자와 이치로(서양화) - 모리시게 히사야(대중 예능) |
| 1992년(헤이세이 4년) 11월 3일 발령·궁중 전달식  | - 아오야마 산우(서예) - 이부카 마사루(전자기술) - 오쓰카 히사오(서양경제사) - 사토 다이세이(일본화) - 모리노 요네조(구조화학) |
| 1993년(헤이세이 5년) 11월 3일 발령·궁중 전달식  | - 오스미 겐이치로(상법·경제법) - 오다 미노루(우주물리학) - 조사 요시유키(조금 공예) - 시바 료타로(소설) - 모리타 시게루(서양화) |
| 1994년(헤이세이 6년) 11월 3일 발령·궁중 전달식  | - 아사히나 다카시(서양 음악·지휘) - 이와하시 에이엔(일본화) - 우메사오 다다오(민족학) - 시마 히데오(철도공학) - 미쓰다 히사테루(영양화학·식품학) 사퇴 - 오에 겐자부로(소설) |
| 1995년(헤이세이 7년) 11월 3일 발령·궁중 전달식  | - 엔도 슈사쿠(소설) - 사지 다다시(칠공예) - 단도 시게미쓰(형사법학) - 하나후사 히데사부로(바이러스학·종양학) - 마스다 시로(서양경제사) 사퇴 - 스기무라 하루코(연극) |
| 1996년(헤이세이 8년) 11월 3일 발령·궁중 전달식  | - 아사쿠라 이소키치(도예) - 이토 기요나가(서양화) - 이토 마사오(신경생리학·신경과학) - 다케우치 리조(일본사학) - 모리 하나에(복식 디자인) |
| 1997년(헤이세이 9년) 11월 3일 발령·궁중 친수식  | - 15대 센 소시쓰(다도) - 우자와 히로후미(이론경제학) - 고시바 마사토시(소립자 실험) - 다카하시 세쓰로(칠공예) - 무카이야마 데루아키(유기합성화학) |
| 1998년(헤이세이 10년) 11월 3일 발령·궁중 친수식 | - 아시하라 요시노부(건축) - 기시모토 다다미쓰(면역학) - 히라야마 이쿠오(일본화) - 무라카미 산토(서예) - 야마모토 다쓰로(동양사학) |
| 1999년(헤이세이 11년) 11월 3일 발령·궁중 친수식 | - 아가와 히로유키(소설) - 아키노 후쿠(일본화) - 이토 마사미(영미법·헌법) - 우메하라 다케시(일본문화 연구) - 다무라 사부로(생물유기화학·생물환경생물과학) |
| 2000년(헤이세이 12년) 11월 3일 발령·궁중 친수식 | - 이시카와 다다오(현대중국연구) - 오쿠보 후쿠코(피혁공예) - 시라카와 히데키(물질과학, 노벨상 수상자) - 스기오카 가손(서예·가명) - 노요리 료지(유기화학) - 야마다 이스즈(연극) |
| 2001년(헤이세이 13년) 11월 3일 발령·궁중 친수식 | - 이노쿠치 히로오(분자 일렉트로닉스) - 도요시마 구마오(바이러스학) - 나카네 지에(사회인류학) - 모리야 다다시(일본화) - 요도이 도시오(조각) |
| 2002년(헤이세이 14년) 11월 3일 발령·궁중 친수식 | - 고미야 류타로(국제경제학) - 곤도 지로(항공우주공학·응용수학·환경과학·학술진흥) - 신도 가네토(영화) - 스기모토 소노코(소설) - 다나카 고이치(질량분석학, 노벨상 수상자) - 후지타 교헤이(유리공예) |
| 2003년(헤이세이 15년) 11월 3일 발령·궁중 친수식 | - 오오카 마코토(시·평론) - 오가타 사다코(정치학·국제 활동·국제 공헌) - 가야마 마타조(일본화) - 니시지마 가즈히코(소립자물리학) - 모리 와타루(병리학·과학기술·학술진흥) |
| 2004년(헤이세이 16년) 11월 3일 발령·궁중 친수식 | - 4대 나카무라 자쿠에몬(가부키) - 고바야시 도안(서예·전각) - 시라카와 시즈카(중국고대문화) - 도쓰카 요지(고에너지물리학) - 후쿠오지 호린(일본화) |
| 2005년(헤이세이 17년) 11월 3일 발령·궁중 친수식 | - 아오키 류잔(도예) - 사이토 마코토(미국정치외교사) - 사와다 도시오(농업공학) - 히노하라 시게아키(내과학·간호교육·의료진흥) - 모리 미쓰코(대중 연극) |
| 2006년(헤이세이 18년) 11월 3일 발령·궁중 친수식 | - 아라타 요시아키(용접공학) - 오야마 주사쿠(일본화) - 시노하라 미요헤이(일본경제론) - 세토우치 자쿠초(소설) - 요시다 히데카즈(음악평론) |
| 2007년(헤이세이 19년) 11월 3일 발령·궁중 친수식 | - 오카다 도킨도(발생생물학) - 4세 시게야마 센사쿠(교겐) - 나카니시 고지(유기화학) - 나카무라 신야(조각) - 미카즈키 아키라(재판법학) |
| 2008년(헤이세이 20년) 11월 3일 발령·궁중 친수식 | - 이토 기요시(수학) - 오자와 세이지(지휘) - 고바야시 마코토(소립자 물리학, 노벨상 수상자) - 시모무라 오사무(해양생물학, 노벨상 수상자) - 다나베 세이코(소설) - 후루하시 히로노신(스포츠) - 마스카와 도시히데(소립자 물리학, 노벨상 수상자) - 도널드 킨(일본문학·평론, 미국인, 2012년에 일본 국적을 취득) |
| 2009년(헤이세이 21년) 11월 3일 발령·궁중 친수식 | - 이이지마 스미오(재료과학) - 3대 가쓰라 베이초(고전 라쿠고) - 4대 사카타 도주로(가부키) - 하야미 아키라(사회경제사·역사인구학) - 히누마 요리오(바이러스학) |
| 2010년(헤이세이 22년) 11월 3일 발령·궁중 친수식 | - 아리마 아키토(원자핵물리학·학술진흥) - 안도 다다오(건축) - 스즈키 아키라(유기합성화학, 노벨상 수상자) - 니나가와 유키오(연극) - 네기시 에이이치(유기합성화학, 노벨상 수상자) - 미야케 잇세이(복식 디자인) - 와키타 하루코(일본중세사)                                                                  |
| 2011년(헤이세이 23년) 11월 3일 발령·궁중 친수식 | - 아카사키 이사무(반도체 전자공학) - 오히 도시로(도예) - 마루야 사이이치(소설) - 미타니 다이치로(일본정치외교사) - 야나기다 미쓰히로(분자유전학·분자생리학) |
| 2012년(헤이세이 24년) 11월 3일 발령·궁중 친수식 | - 오다 시게루(국제법학·국제 공헌) - 다카시나 슈지(미술평론·문화 진흥) - 마쓰오 도시오(일본화) - 야마다 야스유키(식물분자세포생물학·식물생명공학) - 야마다 요지(영화) - 야마나카 신야(간세포생물학, 노벨상 수상자)                                                                                        |
| 2013년(헤이세이 25년) 11월 3일 발령·궁중 친수식 | - 이와사키 슌이치(전자공학) - 타카쿠라 켄(영화) - 다카키 세이카쿠(서예) - 나카니시 스스무(일본문학·비교문학) - 혼조 다스쿠(의화학·분자면역학) |
| 2014년(헤이세이 26년) 11월 3일 발령·궁중 친수식 | - 아마노 히로시(반도체공학, 노벨상 수상자) - 구니타케 도요키(분자조직화학) - 고노 다에코(소설) - 다케모토 스미타유(닌교조루리, 인간 문화재) - 나카무라 슈지(전자공학, 노벨상 수상자, 미국 국적) - 네기시 다카시(경제이론·경제학설사) - 노미야마 교지(서양화)                                             |
| 2015년(헤이세이 27년) 11월 3일 발령·궁중 친수식 | - 오무라 사토시(천연물 유기화학·약학, 노벨상 수상자) - 가지타 다카아키(소립자·고에너지물리학, 노벨상 수상자) - 시오노 히로시(행정법학) - 시무라 후쿠미(염직) - 스에마쓰 야스하루(광통신공학) - 나카다이 다쓰야(배우) - 나카니시 시게타다(신경과학)                                                       |
| 2016년(헤이세이 28년) 11월 3일 발령·궁중 친수식 | - 오스미 요시노리(분자세포생물학, 노벨상 수상자) - 구사마 야요이(전위미술) - 히라이와 유미에(소설) - 후나무라 도루(작곡) - 나카노 미쓰토시(일본 근세 문학) - 오타 도모코(집단유전학) |
| 2017년(헤이세이 29년) 11월 3일 발령·궁중 친수식 | - 오쿠타니 히로시(서양화) - 시바 스케야스(아악) - 시바 요시노부(중국사) - 후지시마 아키라(광화학·전기화학) - 마쓰바라 겐이치(분자생물학) |
| 2018년(헤이세이 30년) 11월 3일 발령·궁중 친수식 | - 이치야나기 토시(작곡) - 이마이 마사유키(도예) - 가네코 히로시(조세법학) - 나가오 마코토(정보공학) - 야마자키 마사카즈(극작·평론) |

### 레이와 시대
| 날짜                                          | 수장자 |
| --------------------------------------------- | --- |
| 2019년(레이와 원년) 11월 3일 발령·궁중 친수식 | - 아마리 슌이치(수리공학) - 사카구치 시몬(면역학) - 사사키 다케시(정치학) - 다누마 다케요시(사진) - 노무라 만(교겐) - 요시노 아키라(전기화학, 노벨상 수상자) |
| 2020년(레이와 2년) 11월 3일 발령·궁중 친수식  | - 오쿠다 사유메(인형) - 구보타 준(일본문학) - 곤도 준(물성물리학) - 스미카와 기이치(조각) - 하시다 스가코(각본) |
| 2021년(레이와 3년) 11월 3일 발령·궁중 친수식  | - 오카자키 쓰네코(분자생물학) - 오카노 히로히코(탄카) - 가와다 준조(문화인류학) - 기누타니 고지(서양화) - 7대 오노에 기쿠고로(가부키) - 나가시마 시게오(야구) - 마키 아사미(발레, 사후 추증) - 마나베 슈쿠로(기상학·기후학, 노벨상 수상자, 미국 국적) - 모리 시게후미(수학) |
| 2022년(레이와 4년) 11월 3일 발령·궁중 친수식  | - 우에무라 아쓰시(일본화) - 사카키 히로유키(전자공학) - 벳푸 데루히코(발효학) - 2대 마츠모토 하쿠오(가부키) - 3대 야마세 쇼인(쇼쿄쿠) - 요시카와 다다오(중국사상사·중국사학)                                                                                                |
| 2023년(레이와 5년) 11월 3일 발령·궁중 친수식  | - 노무라 만사쿠(교겐) - 이시게 게이도(서가) - 이와이 가쓰히토(경제학) - 가와부치 사부로(스포츠) - 시오노 나나미(소설) - 다니구치 다다쓰구(분자생물학·면역학) - 다마오 고헤이(유기합성화학·유기금속화학)                                                                     |
| 2024년(레이와 6년) 11월 3일 발령·궁중 친수식  | - 에가시라 겐지로(상법학) - 다카하시 무쓰오(시) - 다부치 도시오(일본화) - 지바 데쓰야(만화) - 쓰쓰미 쓰요시(첼로) - 나카니시 준코(환경리스크관리학) - 히로카와 노부타카(세포분자생물학)                                                                                     |

### 주해
1. ↑  관보. 같은 날짜의 발령에서는 호적에 등록된 본명에 있어서의 오십음순으로 돼있다.
2. ↑  1945년(쇼와 20년) 12월에 A급 전범 혐의로 체포 명령이 나온 것을 고려해 도쿠토미는 언론인으로서의 도의적 책임을 진다고 하여 이듬해인 4월에 문화훈장을 반납했다. 그 후 도쿠토미는 고령인 것을 이유로 수감은 면하게 되면서 자택 구금에 처해진 후에는 결국 불기소 처분이 됐다.
3. ↑  같은 해 7월 10일에 사망한 6대째에게 추서됐으며 사망일로 거슬러 올라가 수여됐다.
4. ↑  같은 해 1월 18일에 사망한 마키노에게 추서됐으며 사망일로 거슬러 올라가 수여됐다.
5. 1 2 3  인류 최초의 달 착륙을 달성한 아폴로 11호의 승무원에 대한 일본 정부로부터의 영예 훈장으로서 수여된 특례 조치이다. 문부성 선정위원회에 의한 선정을 거치지 않고 내각 회의에서 결정을 내려 10월 31일에 일본을 방문한 이들 세 명의 우주비행사에게 사토 에이사쿠 총리가 수상 관저에서 훈장을 직접 건네줬다.
6. ↑  전년도 노벨 물리학상을 수상했던 것에 따른 수여. 또한 문화공로자로서도 선정됐다.
7. ↑  1970년에 미국 시민권을 취득했다.
8. ↑  같은 해 노벨 화학상을 수상했던 것에 따른 수여. 또한 문화공로자로서도 선정됐다.
9. ↑  같은 해 10월 14일 거주지인 프랑스 파리에서 급사한 오기스에 대한 수여. 오기스의 수상은 10월 초에 결정돼 있었지만 본인에게 수상 통보가 도착하기 직전 사망했기 때문에 결과적으로 사망일에 거슬러 올라간 수여라는 사실상의 추서가 됐다.
10. 1 2 3 4 5  같은 해 노벨 화학상을 수상했던 것에 따른 수여. 또한 문화공로자로서도 선정됐다.
11. 1 2  같은 해 노벨 물리학상을 수상했던 것에 따른 수여.
12. ↑  같은 해 노벨 화학상을 수상했던 것에 따른 수여.
13. ↑  같은 해 노벨 생리학·의학상을 수상했던 것에 따른 수여.
14. 1 2 3 4  같은 해 노벨 물리학상을 수상했던 것에 따른 수여. 또한 문화공로자로서도 선정됐다.
15. 1 2  같은 해 노벨 생리학·의학상을 수상했던 것에 따르는 수여.
16. ↑  같은 해 10월 20일에 사망. 문화훈장 서훈 내정 통보는 사망하기 전날이었다.

### 출전
1. ↑  “文化勲章の報、ベッドの妻は小さく「うん」牧阿佐美さん最後の言葉”. 《아사히 신문 디지털》. 아사히 신문사. 2021년 10월 26일. 2021년 10월 26일에 확인함.

## 같이 보기
- 일본 문화공로자 목록
- 일본의 훈장